# Уг Фабріс Занго
Уг Фабріс Занго (фр. Hugues Fabrice Zango, нар. 25 червня 1993) — легкоатлет Буркіна-Фасо, який спеціалузіється в потрійному стрибку, бронзовий призер Олімпійських ігор (2021), бронзовий призер чемпіонату світу (2019), чемпіон Африки та Африканських ігор (2019) з потрійного стрибку, рекодсмен світу з потрійного стрибку в приміщенні. Перший та єдиний олімпійський медаліст з Буркіна-Фасо.

## Спортивна кар'єра
Розпочав спортивну кар'єру в 2011 з футболу, проте за порадою вчителя фізкультури в Уагадугу став займатись потрійним стрибком. Переїхавши до Лілля задля здобуття вищої освіти в галузі електроніки, продовжив тренування. Починаючи з вересня 2018 тренується під керівництвом Тедді Тамго, чемпіона світу-2013 та рекордсмена світу в приміщенні з потрійного стрибку.
2 лютого 2020 на змаганнях у приміщенні «Meeting de Paris» у Парижі покращив власний рекорд Африки з потрійного стрибку, стрибнувши на 17,77.
За підсумками змагань Світового туру в приміщенні-2020 став першим у загальному заліку серед стрибунів потрійним.
16 січня 2021 на змаганнях «Meeting Elite AURA» у французькому Об'єрі встановив новий світовий рекорд з потрійного стрибку в приміщенні (18,07), покращивши попереднє рекордне досягнення (17,92), яке з 2011 належало його тренеру, французу Тедді Тамго.

## Виступи на основних міжнародних змаганнях
| Рік  | Змагання                     | Місце проведення | Місце  | Дисципліна | Результат | Примітки |
| ---- | ---------------------------- | ---------------- | ------ | ---------- | --------- | -------- |
| 2013 | Універсіада                  | Казань           | 6      | потрійний  | 15.96 м   |          |
| 2015 | Універсіада                  | Кванджу          | 2      | потрійний  | 16.76 м   |          |
| 2015 | 1кв15                        | довжина          | 6.73 м |            |           |          |
| 2015 | Чемпіонат світу              | Пекін            | кв NM  | потрійний  | —         |          |
| 2015 | Африканські ігри             | Браззавіль       | 5      | потрійний  | 16.36 м   |          |
| 2016 | Чемпіонат Африки             | Дурбан           | 2      | потрійний  | 16.81 м   |          |
| 2016 | Олімпійські ігри             | Ріо-де-Жанейро   | 2кв17  | потрійний  | 15.99 м   |          |
| 2017 | Універсіада                  | Тайбей           | 2      | потрійний  | 16.97 м   |          |
| 2018 | Чемпіонат світу в приміщенні | Бірмінгем        | 6      | потрійний  | 17.11 м   |          |
| 2018 | Чемпіонат Африки             | Асаба            | 1      | потрійний  | 17.11 м   |          |
| 2018 | Континентальний кубок        | Острава          | 2      | потрійний  | 17.02 м   |          |
| 2019 | Африканські ігри             | Рабат            | 1      | потрійний  | 16.88 м   |          |
| 2019 | Чемпіонат світу              | Доха             | 3      | потрійний  | 17.66 м   | [ 5 ]    |
| 2021 | Олімпійські ігри             | Токіо            | 3      | потрійний  | 17.47 м   |          |
| 2022 | Чемпіонат світу              | Юджин, США       | 2      | потрійний  | 17.55 м   | SB       |